# Doñinos de Salamanca
Doñinos de Salamanca est une commune de la province de Salamanque dans la communauté autonome de Castille-et-León en Espagne.

## Géographie
Son territoire communal est formé des localités suivantes : Argentina, Doñinos de Salamanca, El Pegollo, San Julián de la Valmuza et Santibáñez del Río.